# Fasciculus arcuatus
De  fasciculus arcuatus of boogbundel is een bundel zenuwvezels die loopt tussen het bovenste, achterste deel van de temporale kwab en het onderste, achterste deel van de frontale kwab in de hersenen.
De fasciculus arcuatus verbindt in de dominante hersenhelft, dat is bij de meeste mensen de linker hersenhelft, het centrum van Wernicke met het centrum van Broca. Dat zijn twee gebieden van de hersenen waarvan aangenomen wordt dat zij een functie hebben in het begrijpen en produceren van taal. Bij beschadiging van de fasciculus arcuatus kan er een bepaalde vorm van afasie optreden, die bekendstaat als geleidingsafasie. De patiënten kunnen wel gesproken woorden verstaan en ook spontaan produceren, maar niet nazeggen.